# Ramones (álbum)
Ramones es el primer álbum del grupo de punk rock estadounidense Ramones. En el disco presenta las primeras corrientes de este género musical, además de apreciarse influencias de grupos pertenecientes a la British Invasion (grupos ingleses que triunfaron en EE. UU. en la década de 1960), especialmente de The Velvet Underground, The Stooges y grupos de pop chicle de principios de los '60 como The Ronettes o The Shirelles.
Las canciones están inspiradas en experiencias personales, surf, y películas de miedo de Clase B, siendo producto de la rebeldía juvenil y del marginamiento que la banda sufría. Los miembros de la banda crearon una música rápida, distorsionada, violenta, aunque a su vez dulce por las influencias del pop.
Este álbum es comúnmente considerado uno de los que más influyó en el punk y el rock en general. En el 2003, ocupó la 33º posición en la lista de Los 500 mejores álbumes de todos los tiempos de la revista Rolling Stone. Además, la misma publicación posicionó al álbum como el segundo mejor álbum debut de todos los tiempos, superado por los Beastie Boys, con Licenced to Ill.
Una de sus principales canciones, Blitzkrieg Bop nunca entró en las listas de ventas, aunque se convirtió en uno de los temas referencia de la banda. A su vez, 53rd & 3rd está basada en las experiencias de Dee Dee Ramone, el bajista, como gigoló.
El 11 de junio de 2014 el álbum fue certificado como Disco de Oro por la RIAA.

## Concepto

### Antecedentes
A principios de 1975 Lisa Robinson, la editora de Hit Parader y Rock Scene, vio a los Ramones tocando en el club de Nueva York CBGB. Robinson escribió acerca de la banda en varias ediciones de las revistas. Joey Ramone relato que: "Lisa vino a vernos, y quedó impresionada por nosotros. Ella dijo que cambió su vida y comenzó a escribir sobre nosotros en Scene Rock, luego Lenny Kaye comenzó a hacer artículos de nosotros y empezamos a tener más prensa en otras revistas como The Village Voice, las palabras estaban dichas, y la gente que comenzaba a acompañarnos". Robinson contacto a Danny Fields, el mánager que formó a The Stooges, y lo convenció de considerar a los Ramones también. En noviembre de 1975 Fields decidió encargarse de ellos, señalando que la banda "tenían todo lo que a él nunca le ha gustado".
El 19 de septiembre de 1975, la banda grabó una demo en los estudios "914 Sound", con la producción de Marty Thau. La demo Incluía "Judy Is A Punk" y "I Wanna Be Your Boyfriend", entre otros y fue utilizado para promover a la banda con diferentes compañías disqueras. El productor Craig Leon, quien los había visto actuar en el verano de 1975, llevó la demo para la que lo escuchara Seymour Stein, presidente de Sire Records. Tommy Ramone recordó: "Craig Leon es el que nos hizo firmar, sin ayuda de nadie, le llevó la demo al presidente y a toda esa gente - él fue quien nos metió, y arriesgó su carrera para que la disquera nos aceptara". Linda Stein, exesposa de Seymour Stein, también le llamó la atención el grupo, y elogio la canción 53rd & 3rd, Tras muchas dudas de Linda Stein y Craig Leon, los Ramones audicionaron para Stein, Leon y otros empleados de Sire Records en un intento de lograr la firma.
En aquel momento Sire Records era un sello discográfico pequeño con sede en Nueva York dirigida por Seymour Stein y Richard Gottehrer. La disquera era originalmente para bandas de rock progresivo y tenía a muchas bandas europeas bajo contrato. A la banda se le ofreció un contrato para publicar un sencillo que incluyera la canción "You're Gonna Kill That Girl". El grupo y Fields rechazaron la oferta porque querían grabar un álbum, pero Sire adaptó el pedido y les dijeron que iban a producir un álbum en su lugar. Insatisfecho con el pequeño acuerdo que le ofreció Sire la banda audicionó para otras compañías discográficas, como Blue Sky y Arista Records, con el fin de conseguir un contrato discográfico. Finalmente se firmaría con Sire Records después de que las otras compañías discográficas les negaran un contrato de grabación. Después de la firma se organizaron varios espectáculos en la zona local.

### Grabación y producción
En enero de 1976 la banda se tomó un descanso temporal de sus actuaciones para prepararse para la grabación en los estudios Sound Plaza. Comenzaron a grabar a principios de febrero de 1976. El álbum costo $ 6.400 y se completó en siete días, la toma de los instrumentos demoraron tres días y las voces cuatro días. Joey relató: "Algunos discos costaban medio millón de dólares y demoraban dos o tres años para grabarlo". La banda grabó con las mismas técnicas de ubicación de micrófonos que se utilizan para registrar algunas orquestas. En 2004 Craig Leon admitió que grabaron el álbum rápidamente debido a las restricciones presupuestarias, pero más tarde dijo que ese era todo el tiempo que necesitaban.
El proceso de grabación fue una deliberada exageración de las técnicas utilizadas en las sesiones de grabación de The Beatles a partir de la década de 1960, con una mezcladora de cuatro pistas la cual se utilizaba cada canal para mezclar varias pistas. Las guitarras se puede escuchar por separado en los canales estéreo - el bajo y la guitarra rítmica en la izquierda, en el canal derecho los tambores y las voces se mezclan en el medio de la mezcla estéreo. Para la mezcla de la grabación también se usaron técnicas modernas: como el overdubbing, una técnica usada en los estudios de grabación la cual sirve para agregar un sonido adicional al material previamente grabado; y para duplicar las voces grabándolas dos veces.
El álbum fue producido por Craig Leon y el baterista Tommy Ramone aparece en los créditos como "productor asociado". Mickey Leigh y Craig Leon hicieron los efectos de percusión que no fueron mencionados en las notas del lanzamiento del álbum. Rombes Nicholas dijo que la calidad de la producción sonó como "el último Hágalo usted mismo de ética amateur e imprudente asociado con el punk rock" pero concluyó que si la banda llegó al proceso de grabación con un "alto grado de preparación y profesionalismo".

### Fotografía y arte de portada
Los Ramones querían originalmente una cubierta similar al álbum de los Beatles, Meet The Beatles! de 1964. Posteriormente se les tomaron fotografías por $ 2,000, pero la discográfica Sire estaba insatisfecha con los resultados de la dirección artística que había hecho Toni Scott. De acuerdo con John Holmstrom la idea original "salió horrible". La banda se reunió más tarde con Roberta Bayley, en el momento fotógrafa de la revista Punk. Holmstrom señaló que "conseguir que los Ramones posaran era como hablarle a la pared", y también dijo que ello resultó ser "La clásica portada de los Ramones". La fotografía en blanco y negro de la parte frontal de la carátula del álbum apareció originalmente en una edición de la revista Punk. Sire se ofreció para comprar los derechos de cualquiera de las fotos para la portada del álbum.
La foto de la cubierta incluye a (de izquierda a derecha) Johnny, Tommy, Joey y Dee Dee Ramone, de pie contra una pared de ladrillo, mirando a la cámara con rostros inexpresivos. La actitud de los Ramones en la portada influyo en el diseño de varios de sus siguientes portadas de los álbumes, así como muchas otras fotos de la banda. Legs McNeil afirma que "Tommy [esta] en puntas de pie y que Joey [esta] un poco encorvado."
El arte de la cubierta trasera, presenta una hebilla de cinturón con un águila americana, el logotipo de la banda, fue diseñado por el artista Arturo Vega y las dos fotografías se realizaron con una máquina de fotos para pasaporte. Esta portada ocupó el puesto número cincuenta y ocho en la lista de las 100 mejores portadas de la historia por la revista Rolling Stone.

## Listado de canciones
1. Blitzkrieg Bop (Tommy Ramone) – 2:14
2. Beat on the Brat (Joey Ramone) – 2:31
3. Judy is a Punk (Joey Ramone, Dee Dee Ramone) – 1:32
4. I Wanna Be Your Boyfriend (Tommy Ramone) – 2:24
5. Chain Saw (Joey Ramone) – 1:56
6. Now I Wanna Sniff Some Glue (Dee Dee Ramone) – 1:35
7. I Don't Wanna Go Down to the Basement (Dee Dee Ramone, Johnny Ramone) – 2:38
8. Loudmouth (Dee Dee Ramone, Johnny Ramone) – 2:14
9. Havana Affair (Dee Dee Ramone, Johnny Ramone) – 1:56
10. Listen to My Heart (Ramones) – 1:58
11. 53rd & 3rd (Dee Dee Ramone) – 2:21
12. Let's Dance (Jim Lee) – 1:51
13. I Don't Wanna Walk Around With You (Dee Dee Ramone) – 1:42
14. Today Your Love, Tomorrow the World (Ramones) – 2:12

### 2001 Expanded Edition CD (Warner Archives/Rhino) bonus tracks
1. I Wanna Be Your Boyfriend (demo) – 3:02
2. Judy Is a Punk (demo) – 1:36
3. I Don’t Care (demo) – 1:55
4. I Can’t Be (demo) – 1:56
5. Now I Wanna Sniff Some Glue - 1:42
6. I Don’t Wanna Be Learned / I Don’t Wanna Be Tamed (demo) – 1:05
7. You Should Never Have Opened That Door (demo) – 1:54
8. Blitzkrieg Bop (single version) – 2:12

## Integrantes
- Joey Ramone - Vocalista
- Johnny Ramone - Guitarra
- Dee Dee Ramone - Bajo, coros
- Tommy Ramone - Batería